# Thespidae
Thespidae (лат.) — семейство насекомых из отряда богомоловых (Mantodea). Около 200 видов.

## Описание
Мелкие богомолы с тонким удлинённым телом..
От близких групп отличаются следующими признаками: передние бёдра узкие, более чем в три раза длиннее своей ширины, пронотум длинный и узкий, передние бёдра с 4 шипиками на внешнем ряду, задние голени гладкие (без килей).

## Распространение
Встречаются в Азии, Неотропике.

## Классификация
Около 200 видов. В 2019 году, подсемейства Старого Света Haaniinae (2 рода и 10 видов) и Hoplocoryphinae (3 рода и 40 видов), ранее включаемые в Thespidae, были повышены на уровень отдельных семейств (Haaniidae и Hoplocoryphidae). На декабрь 2020 года к семейству относят следующие таксоны до рода включительно:
Bantiinae
- Bantia Stal, 1877
- Bantiella Giglio-Tos, 1915
- Diabantia Giglio-Tos, 1915
- Mantellias Westwood, 1889 (1 вид)
- Mantillica Westwood, 1889
- Thrinaconyx Saussure, 1892

Miobantiinae
- Anamiopteryx Giglio-Tos, 1915
- Chloromiopteryx Giglio-Tos, 1915 (1 вид) (синоним Emboicy Terra, 1995)
- Eumiopteryx Giglio-Tos, 1915
- Miobantia Giglio-Tos, 1915
- Paradiabantia Toledo Piza, 1973

Musoniellinae
- Leptomiopteryx Chopard, 1911
- Eumusonia Giglio-Tos, 1916
- Musoniella Giglio-Tos, 1916
- Pizaia Terra, 1982 (1 вид)

Pseudomiopteriginae
- Promiopteryx Giglio-Tos, 1915
- Pseudomiopteryx Saussure, 1870

Pseudopogonogastrinae
- Pseudopogonogaster Beier, 1942

Thespinae
- Bistanta Anderson, 2018
- Carrikerella Hebard, 1921
- Galapagia Scudder, 1893
- Liguanea Rehn & Hebard, 1938 (1 вид)
- Macromusonia Hebard, 1922
- Musonia Stal, 1877
- Musoniola Giglio-Tos, 1917
- Oligonicella Giglio-Tos, 1915
- Oligonyx Saussure, 1869
- Paramusonia Rehn, 1904 (1 вид)
- Piscomantis Rivera & Vergara-Cobián
- Pogonogaster Rehn, 1918
- Pseudomusonia Werner, 1909
- Thesprotia Stal, 1877
- Thespis Serville, 1831
- Thesprotiella Giglio-Tos, 1915